# Standon
Standon falu az Egyesült Királyságban, Angliában, kelet-Hertfordshire megyében. Lakosainak száma 4141 fő.
A falu templomát, a St Mary-t a szász időkben emelték, de jelentős felújítást végeztek rajta a viktoriánus korban. A greenwichi délkör a falu nyugati részén halad keresztül.
A faluban valaha hetivásárt és évente kétszer országos vásárt tartottak. A johanniták is megtelepedtek itt, és kórházat és iskolát alapítottak. A falutól nyugatra lévő mezőn áll a Balloon Stone, egy nagy homokkőszikla, ami azt a helyet jelöli, ahol Vincenzo Lunardi 1784-ben az első hőlégballonos repülést hajtotta végre Angliában. Finsburyben kelt útra, és két órával később ezen a helyen szállt le.

## Fordítás
Ez a szócikk részben vagy egészben  a   Standon, Hertfordshire című angol Wikipédia-szócikk ezen változatának fordításán alapul.  Az eredeti cikk szerkesztőit annak laptörténete sorolja fel. Ez a jelzés csupán a megfogalmazás eredetét és a szerzői jogokat jelzi, nem szolgál a cikkben szereplő információk forrásmegjelöléseként.